# Кастрик, Титуан
Титуан Кастрик (фр. Titouan Castryck; род. 28 августа 2004, Сен-Мало) — французский байдарочник-слаломист. Серебряный призёр летних Олимпийских игр 2024 года в байдарке-одиночке в слаломе. Призёр III Европейских игр 2023 года, призёр чемпионатов мира и Европы. Участник летних Олимпийских игр 2024 года.

## Биография
Титуан Кастрик родился 28 августа 2004 года в Сен-Мало во Франции.

## Спортивная карьера
На чемпионате мира 2022 года в Германии в составе французской команды байдарочников-слаломистов завоевал бронзовую медаль. Через год команда Франции на чемпионате мира в Лондоне стала серебряным призёром.
В 2023 году на III Европейских играх в Кракове в соревнованиях по гребному слалому в командном турнире байдарочников завоевал бронзовую медаль.
В мае 2024 года на европейском чемпионате в Словении в командном турнире байдарочников завоевал бронзовую медаль.
На летних Олимпийских играх 2024 года Кастрик завоевал серебряную олимпийскую медаль в соревнованиях байдарочников-одиночников. Титуан в финале сумел преодолеть трассу за 88,42 секунды при этом не заработав штрафа.